# Pupalia lappacea
Pupalia lappacea är en amarantväxtart som först beskrevs av Carl von Linné, och fick sitt nu gällande namn av Antoine Laurent de Jussieu. Pupalia lappacea ingår i släktet Pupalia och familjen amarantväxter.

## Underarter
Arten delas in i följande underarter:
- P. l. argyrophylla
- P. l. glabrescens
- P. l. lappacea
- P. l. velutina

## Bildgalleri

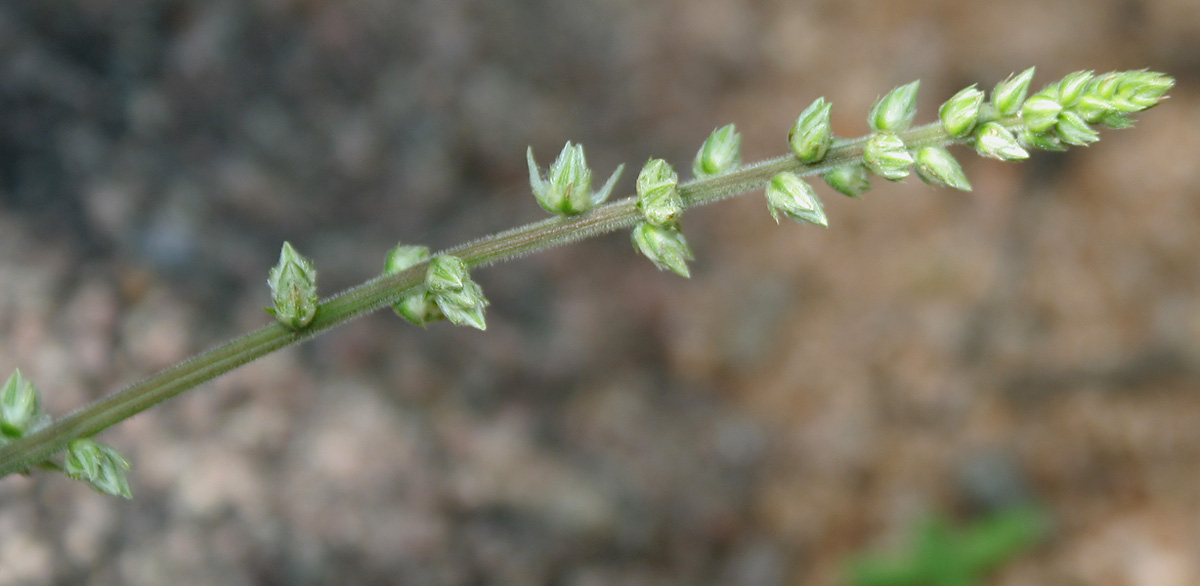
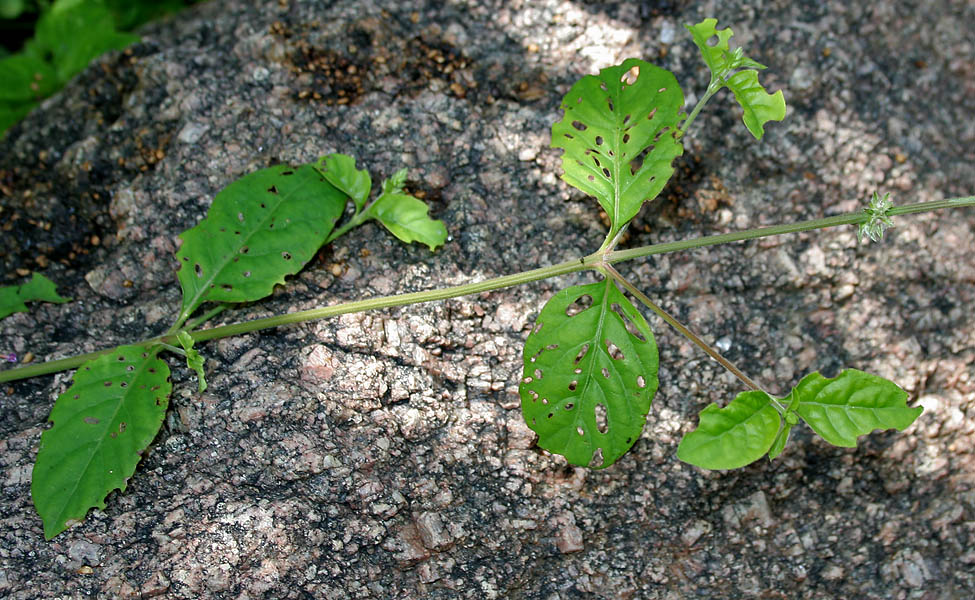
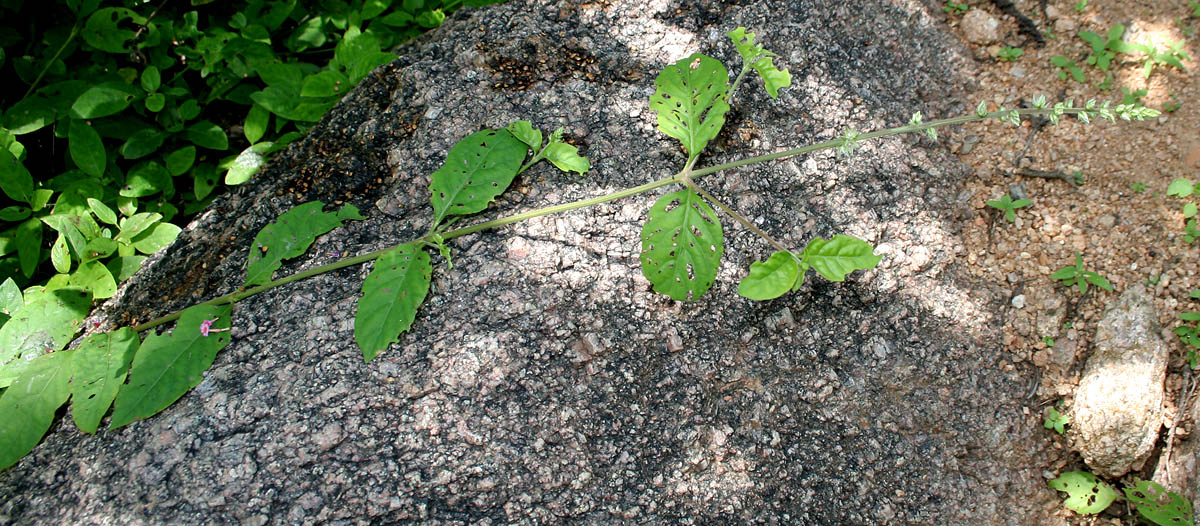
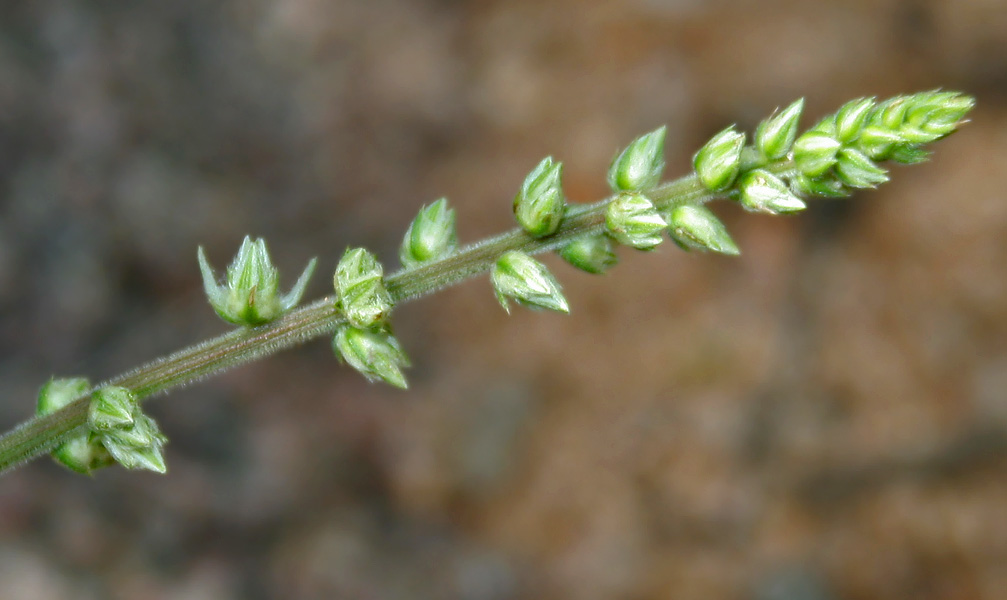